# Amamiclytus subnitidus
Amamiclytus subnitidus là một loài bọ cánh cứng trong họ Cerambycidae.